# Inatsisartut
Das Inatsisartut (grönländisch für „die Gesetzgeber“, früher dänisch Grønlands Landsting) ist das Parlament Grönlands. Das Inatsisartut entstand 1979 mit der Einführung der Hjemmestyre. Sein Vorläufer war Grønlands Landsråd, der 1950 aus den seit 1911 bestehenden Landesräten für Nord- und Südgrönland gebildet worden war.

## Gesetzesgrundlage
Aufgaben und Arbeit des Inatsisartut sind gesetzlich geregelt durch das am 18. November 2010 beschlossene und zuletzt am 14. Dezember 2021 geänderte Gesetz Nr. 26 zum Inatsisartut und Naalakkersuisut (grönländisch für Die Leitenden) (Inatsisartutlov Nr. 26 om Inatsisartut og Naalakkersuisut).
In Kapitel 1 wird dem Inatsisartut die gesetzgebende Gewalt, dem Naalakkersuisut die ausführende Gewalt und den Gerichten die rechtsprechende Gewalt zugesprochen (§ 1).
In Kapitel 2 heißt es, dass das Inatsisartut 31 Mitglieder hat, die für vier Jahre oder bis zu vorgezogenen Neuwahlen durch allgemeine, direkte und geheime Wahlen gewählt werden (§ 2). Gewählte Mitglieder können von den restlichen Abgeordneten für unwählbar erklärt werden (§ 3). Die Arbeit als gewählter Abgeordneter ist verpflichtend und der Austritt oder eine Beurlaubung müssen von den übrigen Abgeordneten genehmigt werden (§ 4). Das unantastbare Inatsisartut legt seine Geschäftsordnung selbst fest und alle Abgeordneten sind bei Abstimmungen nur an ihre eigene Überzeugung gebunden (§ 5). Die Abgeordneten genießen parlamentarische Immunität und können nicht verhaftet werden, solange sie nicht auf frischer Tat ertappt werden (§ 6). Nach einer Wahl muss das Inatsisartut sich schnellstmöglich, aber spätestens 45 Tage nach der Wahl, versammeln, geleitet vom Alterspräsidenten (§ 7). Die Beschlussfähigkeit ist nur gewahrt, wenn mindestens die Hälfte der Abgeordneten anwesend ist, und ein Vorschlag ist dann angenommen, wenn mindestens die Hälfte der anwesenden Abgeordneten dafür gestimmt haben (§ 8). Alle Parlamentssitzungen sind öffentlich, es sei denn, es wird durch das Inatsisartut beschlossen, dass dies nicht der Fall ist. Verhandlungssprache im Inatsisartut ist Grönländisch, allerdings hat jeder Abgeordnete auch das Recht, Dänisch zu sprechen. Von beiden Sprachen muss für die Abgeordneten und die Zuschauer in die jeweils andere gedolmetscht werden. Alle schriftlichen Unterlagen haben zweisprachig vorzuliegen. Der Reichsombudsmann darf zu jeder öffentlichen Sitzung anwesend sein (§ 9). Es gibt keine Obergrenze für die Anzahl an Sitzungen und während jeder Sitzungsperiode wird die nächste Sitzungsperiode beschlossen. Eine außerordentliche Sitzung kann beschlossen werden, wenn der Regierungschef oder mindestens die Hälfte der Parlamentsabgeordneten dies wünschen (§ 10). Eine Themenliste für jede Sitzungsperiode ist vor dem Beginn zu veröffentlichen (§ 11). Jedes Parlamentsmitglied hat das Recht, dem Naalakkersuisut Fragen zu stellen. Die Beantwortung der Fragen ist verpflichtend, es sei denn, die Beantwortung der Fragen ist unmöglich oder nur durch unverhältnismäßig großen Einsatz zustande zu bringen, oder die Antwort unterliegt der Schweigepflicht (§ 12). Jedes Mitglied des Inatsisartut sowie des Naalakkersuisut hat das Recht, Gesetzesvorschläge einzubringen. Ratifizierungsvorschläge für Grönland gültiger dänischer Gesetze werden vom Naalakkersuisut eingebracht (§ 13). Jeder Gesetzesvorschlag muss in der Form eines Gesetzes vorgelegt werden und nach dreifacher Behandlung beschlossen oder verworfen (§ 14). Der Haushaltsplan (finanslov) ist vom Naalakkersuisut einzubringen und spätestens am 15. November des vorangehenden Jahres zu beschließen (§ 15). Der Finanzausschuss kommentiert und bewertet den Haushaltsplanvorschlag und hat zudem das Recht, zusätzliche finanzielle Ausgaben außerhalb des Haushaltsplans zu genehmigen (§ 16). Der Finanzausschuss hat zudem das Recht, das Naalakkersuisut zu verpflichten, staatliche Unternehmen zur Herausgabe notwendiger geheimer Informationen aufzufordern (§ 17). Der Revisionsausschuss kontrolliert die Staatsfinanzen und erhält hierzu verschiedene Rechte und Pflichten (§ 18). Er kontrolliert zudem die Wahrung von Aktionärsinteressen in staatlichen Unternehmen durch das Naalakkersuisut (§ 19). Das Inatsisartut wählt einen Ombudsmann, der die Verwaltungsangelegenheiten des Parlaments kontrolliert. Dieser kann auch durch das Inatsisartut entlassen werden und ist zudem verpflichtet, jährlich über seine Arbeit zu informieren (§ 20).
In Kapitel 3 wird dem Außen- und Sicherheitspolitischen Ausschuss die Aufgabe der Behandlung von außen- und sicherheitspolitischen Fragen übertragen. Die Ausschussmitglieder unterliegen einer Schweigepflicht, sofern dies von der grönländischen oder dänischen Regierung gefordert wird (§ 21).
Kapitel 4 behandelt das Naalakkersuisut. Die Abgeordneten des Inatsisartut wählen aus ihren eigenen Reihen einen Regierungschef, welcher einen Kabinettsvorschlag einbringt, welcher wiederum gesammelt vom Inatsisartut genehmigt wird (§ 22). Das Inatsisartut ist über die durch den Regierungschef beschlossene Enthebung eines Kabinettsmitglieds zu informieren (§ 23). Das Inatsisartut genehmigt den freiwilligen Austritt eines Kabinettsmitglieds aus dem Naalakkersuisut (§ 24).
Kapitel 5 regelt, dass der Parlamentspräsident (ebenso wie die Mitglieder des Naalakkersuisut) keiner Nebenbeschäftigung nachgehen dürfen, es sei denn, der Wahlprüfungsausschuss hat dies genehmigt (§ 25).
In Kapitel 6 werden Neuwahlen und die Enthebung der Regierung geregelt. Vorgezogene Neuwahlen werden vom Regierungschef beschlossen (§ 26). Das Inatsisartut hat das Recht, jedes Mitglied des Kabinetts des Amtes zu entheben. Wird der Regierungschef des Amtes enthoben, gilt dies auch für die restlichen Kabinettsmitglieder (§ 27). Anschließend hat der abgesetzte Regierungschef die Möglichkeit, Neuwahlen auszuschreiben (§ 28). Nach seiner Absetzung bleibt das Naalakkersuisut geschäftsführend im Amt (§ 29).
Kapitel 7 regelt die Einführung von Gesetzen. Jedes vom Inatsisartut beschlossene Gesetz ist vom Regierungschef zu bestätigen. Er hat die Möglichkeit, die Bestätigung zu verweigern, woraufhin das Inatsisartut den Gesetzesvorschlag in der folgenden Sitzungsperiode erneut behandelt (§ 30). Beschlossene Gesetze treten in der Nacht nach ihrer Bekanntmachung inkraft (§ 31).
Laut Kapitel 8 trat das Gesetz am 1. Dezember 2010 in Kraft und ersetzte das frühere Gesetz Nr. 11 über Landstinget und Landsstyret vom 20. Oktober 1988 (§ 32). Die jetzige Fassung ist seit dem 1. Januar 2022 gültig.

## Wahlrecht
Das Wahlrecht ist gesetzlich geregelt durch das Gesetz Nr. 14 über die Wahl zum Inatsisartut vom 24. November 2020.
Wahlrecht hat jeder dänische Staatsbürger nach Erreichen des 18. Lebensjahres, sofern er in den sechs Monaten vor der Wahl dauerhaft in Grönland gewohnt hat und nicht für unmündig erklärt worden ist (§ 1). Personen, die sich in Dänemark oder anderswo aufhalten, erhalten Wahlrecht, wenn sie eine mindestens sechsmonatige Ausbildung wahrnehmen, sich aus medizinischen Gründen vorübergehend im Ausland befinden, als Folketingsabgeordneter arbeiten, als Regierungsmitarbeiter arbeiten oder wenn ein ähnlicher Fall eintritt. Dies gilt auch für Partner der obengenannten Personen, sofern sie verheiratet sind oder bereits in Grönland zusammenwohnten. Alle Regelungen gelten nur, wenn man vor dem Verzug ins Ausland mindestens zwei Jahre in Grönland gewohnt hat. Personen, die weniger als sechs Monate im Ausland gewohnt haben, verlieren ihr Wahlrecht nicht (§ 2). Um sein Wahlrecht auszuüben, muss man auf der Wahlliste stehen (§ 3). Das passive Wahlrecht hat dieselben Bedingungen, es sei denn, man ist wegen einer gerichtlichen Verurteilung des Abgeordnetenamts unwürdig. Hierüber wird erst nach der Wahl entschieden (§ 4).
Die 31 Abgeordneten werden in einem nationalen Wahlkreis gewählt, welcher in Kommunen und Abstimmungsorte unterteilt ist (§ 5). Die Legislaturperiode dauert vier Jahre und läuft ab dem Tag der Wahl. Abgeordnete, die freiwillig austreten, für unmündig erklärt werden, versterben oder für unwählbar erklärt werden, werden durch einen Stellvertreter ersetzt, sofern dieser nicht unwählbar ist. Das Mandat parteiloser Abgeordneter entfällt in diesem Fall (§ 6).
Die Wahl wird durch den Wahlausschuss geleitet, der vom Naalakkersuisut eingesetzt wird. Dem Wahlausschuss gehören der Departementschef des Regierungschefs als Vorsitzender, der Rechtschef des Naalakkersuisut, ein Kommunalvertreter, der Bischof von Grönland sowie der Rektor des Ilisimatusarfik an, oder ein jeweiliger Stellvertreter (§ 7). Der Wahlausschuss führt ein Wahlbuch, in dem Kandidaten und Wahlergebnisse aufgeführt werden. Der Wahlausschuss verkündet das Wahldatum und die Kandidaturfrist. In besonderen Fällen kann der Wahlausschuss Beschlüsse treffen, die dem Wahlgesetz widersprechen, falls dies nötig ist, um die geheime Wahl und ihre Durchführung zu sichern (§ 8). Kommunale Wahlvorstände führen die Wahl durch. Jedem Wahlvorstand gehören der Bürgermeister und zwei Kommunalratsabgeordnete an. Die Mitglieder des Wahlvorstands sind zu vertreten, wenn sie selbst kandidieren (§ 9). In jedem Abstimmungsort gibt es einen durch den Wahlvorstand ernannten Wahlleiter (§ 10). Die Wahlvorstände und Abstimmungsleiter führen ebenfalls Wahlbücher, sichern, dass genügend Wahlzettel vorhanden sind und ähnliches (§ 11).
Bei der Wahl sind alle Parteien wahlberechtigt, die in der vorherigen Legislaturperiode im Inatsisartut vertreten waren oder fünf Wochen vor der Wahl Unterstützungserklärungen entsprechend 1/31 der gültigen Stimmen bei der vorherigen Wahl einreicht (§ 12). Personen können für eine Partei oder parteilos kandidieren (§ 13). Parteien dürfen maximal doppelt so viele Kandidaten aufstellen, wie gewählt werden können. Auf dem Wahlzettel darf der Kandidat mit mindestens einem Vornamen, einer Initiale oder einem Spitznamen sowie mit Mittelnamen oder Nachnamen genannt werden (§ 14). Dieselbe Regelung gilt für parteilose Kandidaten (§ 15). Parteilose Kandidaten dürfen in einem Kandidatenverbund antreten (§ 16). Parteilose Kandidaten benötigen für die Kandidatur 40 Unterstützerstimmen (§ 17). Kein Kandidat darf für mehrere Parteien, für eine Partei und parteilos oder für mehrere Kandidatenverbünde kandidieren. Ebenso darf kein Unterstützer mehrere Parteien oder Kandidaten unterstützen (§ 18). Eine Kandidatur kann zurückgezogen werden, eine Unterstützerstimme nicht (§ 19). Die Wahlvorstände leiten die Kandaturen an den Wahlausschuss weiter, welcher überprüft, ob diese als gültig anzuerkennen sind, und wenn nötig aufträgt, Fehler zu korrigieren (§ 20). Sofern weniger Personen kandidieren als Parlamentssitze zu vergeben sind, wird die Anmeldefrist verlängert (§ 21).
Die Wahlvorstände fertigen Wahllisten über die wahlberechtigten Personen in jeder Kommune an. Wähler sind in der Kommune wahlberechtigt, in der sie sechs Wochen vor der Wahl gemeldet waren (§ 22). In gemeindefreien Gebieten lebende Personen ohne zusätzlichen Wohnsitz in Grönland sind in der Kommuneqarfik Sermersooq wahlberechtigt (§ 23). Wahlberechtigte Personen, die außerhalb Grönlands leben, sind für die Kommune der letzten Meldeadresse in Grönland wahlberechtigt (§ 24). Wahllisten sind in jeder Kommune anzufertigen und nach Abstimmungsorten aufzuteilen (§ 25). Die Wahlliste ist mindestens drei Wochen vor der Wahl zu veröffentlichen (§ 26). Gegen die eigene Aufnahme oder das Fehlen auf der Wahlliste kann geklagt werden (§ 27).
Es kann zusätzlich zur Urnenwahl und Briefwahl eine digitale Briefwahl durchgeführt werden (§ 28). Die Regelung dazu obliegt dem Naalakkersuisut (§ 29). Ebenso obliegt diesem die technische Bereitstellung des Wahlsystems unter Aufsicht durch den Wahlausschuss (§ 30). Das Wahlsystem muss klarstellen, dass es sich um eine Inatsisartut-Wahl handelt, und die Namen der Kandidaten angeben (§ 31). Eine digitale Stimme ist ungültig, wenn der Wähler vor der Wahl verstirbt, die Wahl nicht den Vorschriften entsprechend erfolgt ist oder zusätzlich per Brief oder persönlich gewählt worden ist (§ 32).
Das Naalakkersuisut kann beschließen, dass analoge und digitale Briefwahlstimmen zentralisiert auszuzählen sind (§ 33).
Eine Briefwahl ist für alle möglich (§ 34). Für Personen, bei denen die Durchführung der Briefwahl aus geografischen oder anderen Gründen erschwert ist, gelten besondere Regelungen zur Sicherung des Wahlrechts (§ 35). Wer aus medizinischen Gründen nicht das Haus verlassen kann, darf zuhause abstimmen, ohne die Stimme selbst einzureichen (§ 36). Der Wahlausschuss hat die Verantwortung für die Bereitstellung von Briefwahlzetteln innerhalb Grönlands (§ 37). Dem in § 35 geregelten Stimmempfänger obliegt die Verantwortung für die ordnungsgemäße Durchführung der Wahl (§ 38). Der Wahlbrief ist vom Stimmempfänger an die entsprechende Kommune zu senden (§ 39). Diese schickt den Wahlbrief an den Abstimmungsleiter des zuständigen Abstimmungsorts weiter (§ 40).
Die Verantwortung für die Bereitstellung der Stimmzettel obliegt dem Wahlausschuss. Der Aufbau der Stimmzettel ist gesetzlich geregelt (§ 41). Die Einrichtung von Wahllokalen und die Sicherung einer geheimen und freien Wahl im Wahllokal obliegt dem jeweiligen Kommunalrat (§ 42). Die Wahl läuft von 9 bis 20 Uhr, kann jedoch früher beendet werden, sobald die Wahlbeteiligung 100 % erreicht hat (§ 43). Die Wahlurnen müssen zu Beginn der Wahl leer sein und anschließend versiegelt oder verschlossen werden. Die Kandidatenliste muss öffentlich aushängen. Wähler sind in dem Abstimmungsort wahlberechtigt, der dem Wohnsitz am nächsten liegt. Der Abstimmungsleiter darf die Identität des Wählers überprüfen und ihm anschließend nach Markierung auf der Wahlliste einen Wahlzettel aushändigen. Das Naalakkersuisut kann die Wahl an einem beliebigen Abstimmungsort innerhalb der Heimkommune ermöglichen. Die Stimme wird im Stimmraum abgegeben, der höchstens zusätzlich von kleinen Kindern betreten werden darf. Es wird entweder ein Kandidat oder eine Partei gewählt. Nach der Stimmvergabe ist der gefaltete Stimmzettel in die Wahlurne zu werfen. Der Abstimmungsleiter darf bei der Stimmabgabe helfen, falls dies aus medizinischen Gründen nötig ist. Blinde oder anderswie sehbehinderte Personen dürfen selbst einen Helfer auswählen. Bei fehlerhafter Stimmabgabe darf der Wähler einen weiteren Stimmzettel verlangen. Der Abstimmungsleister stimmt zuletzt (§ 44).
Leere und zurückgegebene Stimmzettel werden an den Wahlvorstand gegeben (§ 45). Nach der Wahl überprüft der Abstimmungsleiter die Gültigkeit der Briefwahlstimmen und legt diese ungeöffnet in die Wahlurne. Die Briefwahlstimme ist ungültig, wenn der Wähler nicht wahlberechtigt ist, verstorben ist, der Wahlbrief zusätzlichen Inhalt enthält, gefälscht erscheint, die ordnungsgemäße Durchführung der Wahl zweifelhaft ist, die Stimme zu früh abgegeben oder zu spät angekommen ist, oder mit einer neueren Briefstimme oder persönlich gewählt worden ist. Wahlbriefe werden ebenfalls an den Wahlvorstand gegeben (§ 46). Nach der Wahl werden die Wahlurnen geöffnet und die Stimmen öffentlich ausgezählt. Sofern weniger als zwei Personen neben dem Abstimmungsleiter anwesend sind, verpflichtet der Abstimmungsleiter zwei zufällig anwesende Personen zur Überwachung der Stimmauszählung (§ 47). Eine Stimme kann an eine Partei oder an einen Kandidaten gegeben werden. Sofern sowohl eine Partei und eine persönliche Stimme abgegeben worden sind, gilt die persönliche Stimme. Sofern mehrere Kandidaten derselben Partei eine persönliche Stimme erhalten haben, wird diese als Parteistimme gewertet (§ 48). Eine Stimme ist ungültig, wenn der Stimmzettel unausgefüllt ist, nicht klar ist, welcher Kandidat oder welche Partei die Stimme erhalten hat, der Stimmzettel gefälscht erscheint, der Stimmzettel durch eine besondere Markierung identifiziert werden könnte. Im Wahlbuch ist die Anzahl und der Grund jeder einzelnen ungültigen Stimme zu nennen (§ 49). Nach Beendung der Auszählung sind die Stimmen ein weiteres Mal auszuzählen. Sobald zwei Auszählungsergebnisse in Folge übereinstimmen, ist das Wahlergebnis endgültig (§ 50). Im Wahlbuch sind die Stimmen für Parteien und Kandidaten sowie die Anzahl der abgegebenen Stimmen, gültiger Stimmen, leerer Stimmzettel, ungültiger Stimmen, Briefwahlstimmen, ungültiger Wahlbriefe, zurückgegebener Stimmzettel, unbenutzter Stimmzettel und der Wahlberechtigten anzugeben (§ 51). Nach Erhalt des Auszählungsergebnisses ist dieses vom Abstimmungsleiter an den Wahlvorstand und von diesem an den Wahlausschuss weiterzuleiten (§ 52). Sobald der Wahlausschuss die Ergebnisse erhalten hat, wird das Endergebnis bekanntgegeben. Anschließend wird die Sitzverteilung nach dem D’Hondt-Verfahren ausgemacht. Der Kandidat mit den meisten Stimmen in seiner jeweiligen Partei erhält das erste Mandat und so weiter, bis alle Mandate vergeben sind. Hat eine Partei mehr Mandate erhalten als Kandidaten aufgestellt waren, geht das Mandat an die nächste Partei nach dem D’Hondt-Verfahren über. Sofern mehrere Kandidaten einer Partei gleich viele Stimmen erhalten haben, entscheidet der Wahlausschuss per Losverfahren, wer das Mandat erhält (§ 53). Die nichtgewählten Kandidaten werden nach Anzahl ihrer Stimmen auf einer Stellvertreterliste aufgeführt. Bei Stimmengleichheit entscheidet das Los (§ 54). Nach der Auszählung werden die gewählten Kandidaten über ihre Wahl informiert (§ 55). Innerhalb von sieben Tagen kann durch Wähler und Kandidaten Einspruch beim Wahlvorstand eingereicht werden. Der Wahlausschuss entscheidet über die Klage (§ 56). Bei fehlerhafter Wahl kann der Wahlausschuss eine teilweise oder vollständige Wiederholungswahl beschließen (§ 57). Die gültigen und ungültigen Stimmzettel werden ebenfalls an den Wahlvorstand gegeben (§ 58). Nach Erhalt aller Wahlbücher gibt der Wahlausschuss das endgültige Wahlergebnis heraus (§ 59).
Druckkosten und die Bereitstellung von Stimmzetteln werden durch die Landeskasse bezahlt. Für alle übrigen Kosten kommen die Kommunen auf (§ 60). Niemand darf einen Wähler zur Bekanntgabe seiner Stimmabgabe zwingen (§ 61). Die Beeinflussung von Wählern im Wahllokal ist verboten. Es darf nicht darüber informiert werden, wer abgestimmt hat. Ebenso ist es verboten, auf andere Weise zu überprüfen, wer abgestimmt hat (§ 62).
Die Überschreitung der Regeln führt zur Anklage und Verurteilung mit einer Geldstrafe (§ 63).
Das Wahlgesetz gilt ab der ersten folgenden Wahl nach Inkrafttreten am 1. Dezember 2020. Das bisherige Gesetz vom 31. Oktober 1996 entfällt (§ 64).

## Plenarsaal

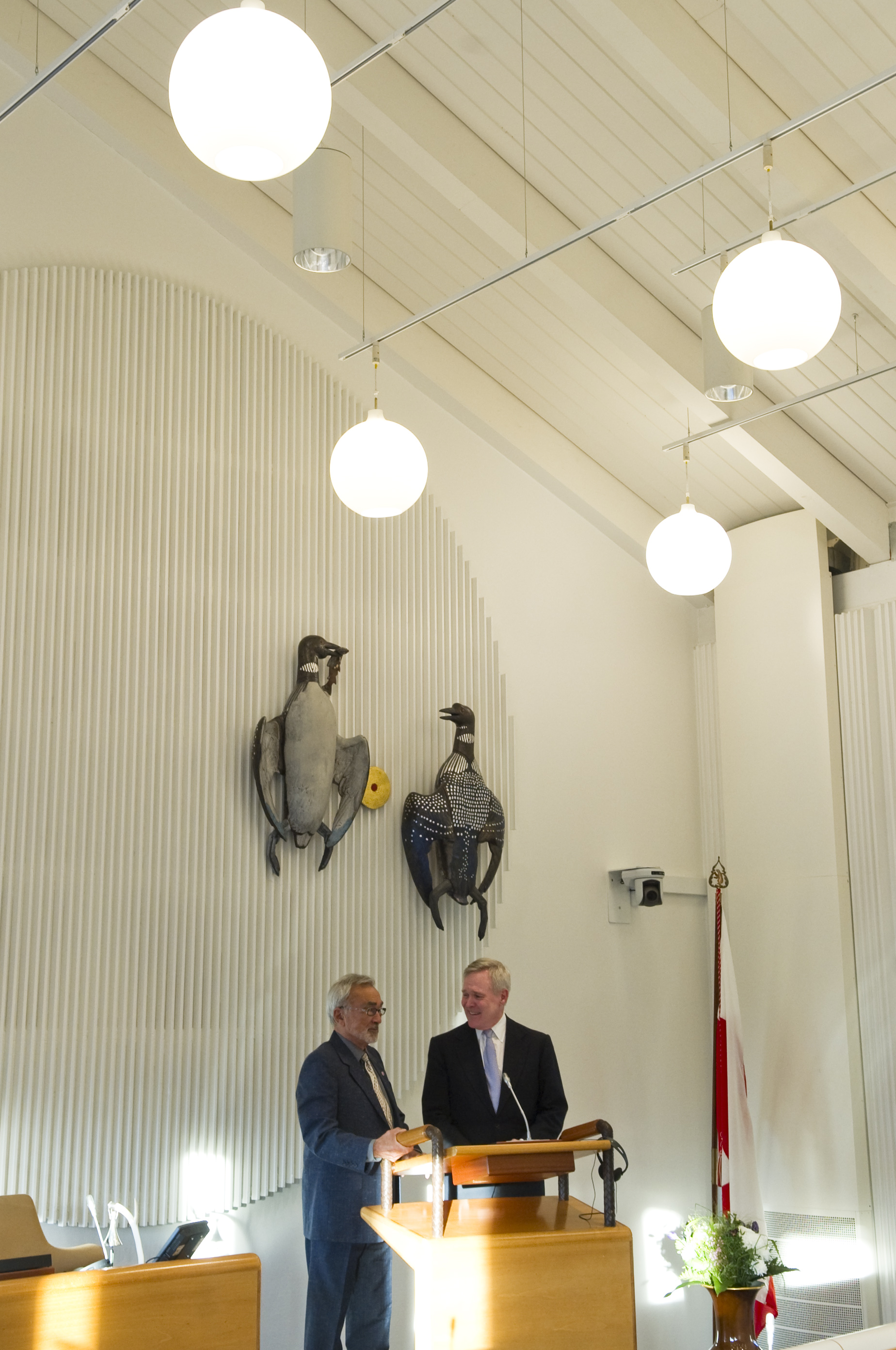
US-Marinestaatssekretär Ray Mabus zu Besuch im Sitzungssaal des Inatsisartut zusammen mit dem damaligen Parlamentspräsidenten Josef Motzfeldt (2010)

Der Plenarsaal des Inatsisartut befindet sich im ersten Stock des Parlamentsgebäudes an der Adresse Imaneq 2 im Zentrum Nuuks. Er wurde 1975 errichtet und anschließend mehrfach umgebaut. Seit 2008 hat er ein elektronisches System für die Anzeige der Tagesordnung sowie für Abstimmung. An der vorderen Wand im Sitzungssaal befindet sich ein von Jens Rosing aus Stein und Aluminium geschaffenes Kunstwerk, das zwei Eistaucher und eine dazwischenbefindliche stilisierte Sonne zeigt. Die Vögel stehen mythologisch für Gesang und Eloquenz, die Sonne für das helle Sommerhalbjahr und Erleuchtung. Daneben hängt die 1985 von Thue Christiansen geschaffene grönländische Flagge. Im Sitzungssaal befindet sich zudem ein Gemälde von Hans Lynge von 1985, das den Abschiedsgottesdienst der Herrnhuter Brüdergemeine in Alluitsoq im Jahr 1900 zeigt. Die Glocke von 1975 des Sitzungsleiters ist ein Geschenk des damaligen Landshøvdings Hans J. Lassen an den Landesrat. Er schuf selbst den Fuß aus Speckstein und das Stativ aus Rentiergeweih, während die Glocke selbst vom Kopenhagener Silberschmied Georg Jensen geschaffen wurde. Sie enthält einen grönländischen Tugtupit. Die Stühle im Sitzungssaal wurden ursprünglich vom dänischen Designer Arne Jacobsen für die Professoren des St Catherine’s College (Oxford) gestaltet. Die aktuelle Version von 2011 wird von Fritz Hansen produziert und hat das Logo des Inatsisartuts, eine Abwandlung des grönländischen Wappens, als Motiv. Vorne neben dem Sprecherpult sitzt der Parlamentspräsident, neben ihm die Ombudsperson. Auf der rechten Seite vorne sitzen die Mitglieder des Naalakkersuisut. Dahinter sowie auf der linken Seite sitzen die Abgeordneten. Es gibt 32 Zuschauerstühle im Plenarsaal, welche anlässlich der Einführung der Selvstyre am 21. Juni 2009 mit Robbenfell bezogen wurden.

## Präsidium
Das Präsidium besteht aus dem Parlamentspräsidenten und vier Vizepräsidenten, die alle fünf je einen Stellvertreter haben. Bis 1988 hatte der Regierungschef qua Amt auch den Parlamentsvorsitz inne.
- 1979–1988: Jonathan Motzfeldt (Siumut)
- 1988–1991: Lars Chemnitz (Atassut)
- 1991–1995: Bendt Frederiksen (Siumut)
- 1995–1997: Knud Sørensen (Atassut)
- 1997: Jonathan Motzfeldt (Siumut)
- 1997–1999: Anders Andreassen (Siumut)
- 1999: Johan Lund Olsen (Inuit Ataqatigiit)
- 1999–2001: Ole Lynge (Inuit Ataqatigiit)
- 2001–2002: Daniel Skifte (Atassut)
- 2002–2008: Jonathan Motzfeldt (Siumut)
- 2008–2009: Ruth Heilmann (Siumut)
- 2009–2013: Josef Motzfeldt (Inuit Ataqatigiit)
- 2013–2018: Lars Emil Johansen (Siumut)
- 2018: Hans Enoksen (Partii Naleraq)
- 2018–2021: Vivian Motzfeldt (Siumut)
- 2021–2022: Hans Enoksen (Naleraq)
- 2022–2023: Kim Kielsen (Siumut)
- 2020–2025: Mimi Karlsen (Inuit Ataqatigiit)
- seit 2025: Kim Kielsen (Siumut)

## Ausschüsse
Zum 7. April 2025 wurden im Inatsisartut folgende Ausschüsse und Vertretungen neugewählt:
- Präsidium (Vorsitz: Kim Kielsen (Siumut))
- Geschäftsordnungsausschuss (Vorsitz:  Kim Kielsen (Siumut))
- Wahlprüfungsausschuss (Vorsitz: Iddimanngiiu Bianco (Inuit Ataqatigiit))
- Finanz- und Steuerausschuss (Vorsitz: Erik Jensen (Siumut))
- Revisionsausschuss (Vorsitz: Iddimanngiiu Bianco (Inuit Ataqatigiit))
- Außen- und sicherheitspolitischer Ausschuss (Vorsitz: Pipaluk Lynge (Inuit Ataqatigiit))
- Gesetzesausschuss (Vorsitz: Aqqalu C. Jerimiassen (Atassut))
- Fischerei-, Jagd- und Landwirtschaftsausschuss (Vorsitz: Lars Poulsen (Siumut))
- Familien- und Gesundheitsausschuss (Vorsitz: Pipaluk Lynge (Inuit Ataqatigiit))
- Ausschuss für Kultur, Bildung, Forschung und Kirche (Vorsitz: Nivi Heilmann Efraimsen (Inuit Ataqatigiit))
- Bauausschuss (Vorsitz: Justus Hansen (Demokraatit))
- Erwerbs- und Rohstoffausschuss (Vorsitz: Mariane Paviasen Jensen (Inuit Ataqatigiit))
- Naturschutz- und Umweltausschuss (Vorsitz: Simigaq Heilmann (Demokraatit))
- Delegation im Nordischen Rat (Vorsitz: Justus Hansen (Demokraatit))
- Delegation im Westnordischen Rat (Vorsitz: Kim Kielsen (Siumut))
- Delegation im Inuit Circumpolar Council (Simigaq Heilmann (Demokraatit), Nivi Rosing (Inuit Ataqatigiit) und Qupanuk Olsen (Naleraq))
- Vertreter bei der UN-Generalversammlung (Pipaluk Olsen (Demokraatit) und Kuno Fencker (Naleraq))

## Parteien im Inatsisartut
Nach der Wahl vom 11. März 2025 setzte sich das Inatsisartut folgendermaßen zusammen:
| Partei | Partei            | Kürzel | Deutsche Bedeutung     | Ausrichtung                                | Parteivorsitzende(r)  | Sitze         | Sitze   | Sitze |
| Partei | Partei            | Kürzel | Deutsche Bedeutung     | Ausrichtung                                | Parteivorsitzende(r)  | nach der Wahl | aktuell | +/−   |
| ------ | ----------------- | ------ | ---------------------- | ------------------------------------------ | --------------------- | ------------- | ------- | ----- |
|        | Demokraatit       | D      | Demokraten             | sozialliberal                              | Jens Frederik Nielsen | 10            | 10      | ▬     |
|        | Naleraq           | N      | Peilmarke              | separatistisch, populistisch, zentristisch | Pele Broberg          | 08            | 08      | ▬     |
|        | Inuit Ataqatigiit | IA     | Gemeinschaft der Inuit | demokratisch-sozialistisch                 | Múte B. Egede         | 07            | 07      | ▬     |
|        | Siumut            | S      | Vorwärts               | sozialdemokratisch                         | Erik Jensen           | 04            | 04      | ▬     |
|        | Atassut           | A      | Verbindung             | unionistisch, konservativ, liberal         | Aqqalu Jerimiassen    | 02            | 02      | ▬     |
| Gesamt | Gesamt            | Gesamt | Gesamt                 | Gesamt                                     | Gesamt                | 31            | 31      | ▬     |

## Ombudsperson
- 1995–1996: Emil Abelsen
- 1997–2023: Vera Leth
- seit 2023: Gedion Jeremiassen

## Wahlkreise
Von 1979 bis zur Wahlrechtsreform 1999 war Grönland in folgende Wahlkreise eingeteilt:
- Wahlkreis Südgrönland
- Wahlkreis Mittelgrönland
- Wahlkreis Diskobucht
- Wahlkreis Uummannaq
- Wahlkreis Upernavik
- Wahlkreis Avanersuaq
- Wahlkreis Ammassalik
- Wahlkreis Ittoqqortoormiit

## Mitglieder nach Legislaturperiode
- Liste der Mitglieder im 1. Inatsisartut (1979–1983)
- Liste der Mitglieder im 2. Inatsisartut (1983–1984)
- Liste der Mitglieder im 3. Inatsisartut (1984–1987)
- Liste der Mitglieder im 4. Inatsisartut (1987–1991)
- Liste der Mitglieder im 5. Inatsisartut (1991–1995)
- Liste der Mitglieder im 6. Inatsisartut (1995–1999)
- Liste der Mitglieder im 7. Inatsisartut (1999–2002)
- Liste der Mitglieder im 8. Inatsisartut (2002–2005)
- Liste der Mitglieder im 9. Inatsisartut (2005–2009)
- Liste der Mitglieder im 10. Inatsisartut (2009–2013)
- Liste der Mitglieder im 11. Inatsisartut (2013–2014)
- Liste der Mitglieder im 12. Inatsisartut (2014–2018)
- Liste der Mitglieder im 13. Inatsisartut (2018–2021)
- Liste der Mitglieder im 14. Inatsisartut (2021–2025)
- Liste der Mitglieder im 15. Inatsisartut (seit 2025)